# إينوك أولينغا
إينوك أولينغا (24 يونيو 1926 – 16 سبتمبر 1979) ولد لعائلة أوغندية من مجموعة إتيسو العرقية. أصبح بهائيًا، وحصل على لقب فارس بهاء الله وعُيّن كأصغر يد لأمر الله، وهو أعلى منصب مُعيَّن في الدين. خدم مصالح الدين على نطاق واسع وخاصة في أفريقيا. عاد إلى أوغندا خلال فترة اضطرابات وقُتل في النهاية مع عائلته.

## التاريخ المبكر
الابن الثاني لساموسان أوكاداكينا وإيسيزا إياميتي، كان والده معلماً دينياً ومبشراً للكنيسة الأنجليكانية. في عام 1927، انتقلت عائلة إينوك إلى قرية تيلينج حيث تلقى تعليمه في المدارس التبشيرية. درس الاقتصاد وتعلم عدة لغات بما يكفي للعمل كمترجم. في النهاية تعلم ست لغات ونشر ثلاثة كتب حول قضايا اللغة. في عام 1941 انضم أولينغا إلى فيلق التعليم بالجيش الملكي البريطاني وخدم في نيروبي، عاصمة كينيا وخارجها. عند عودته إلى أوغندا عام 1946 سرعان ما تزوج وبدأ في إنجاب الأطفال (ثمانية.) حوالي عام 1950، انتقل إلى كمبالا. وتعرّف على الدين البهائي عام 1951. على الرغم من أن أولينغا كان قد فقد بالفعل وظيفة حكومية بسبب إدمان الكحول، إلا أنه حضر دروسًا علمها نخجواني وأصبح ثالث أوغندي يعتنق الدين البهائي وأقلع عن الكحول في فبراير 1952. فعل ذلك في طليعة فترة نمو واسع النطاق في الدين. كان ذلك أيضًا العام الذي نشر فيه كيدار أيجاراكون، وهو ترجمة للعهد الجديد بلغة أتيسو. بحلول أكتوبر 1952 انضم والد أولينغا إلى الدين.

## أبو الانتصارات
في عام 1953، أصبح إينوك أولينغا أول رائد بهائي يسافر إلى الكاميرون البريطانية، ومنح لقب فارس بهاء الله لتلك البلاد. سافر علي نخجواني وزوجته مع أولينغا وبهائيين آخرين من أوغندا إلى الكاميرون – حيث نُزِل الآخرون في بلدان مختلفة على طول الطريق. ومع تزايد أعداد البهائيين في الكاميرون، غادر بهائيون جدد المنطقة المجاورة ليصبحوا روادًا في مناطق محيطة أخرى، مثل غانا وتوغو، وأصبح كل منهم فارسًا من فرسان بهاء الله. وبسبب موجات الرواد المتتالية التي أدت إلى انتشار الدين، منح شوقي أفندي أولينغا اللقب الفارسي "أبو الفتوح"، أي "أبو الانتصارات".
في عام 1954، أصبح كتاب بهائي يخص أولينغا، هو أحاديث باريس، أساسًا لكنيسة بهائية في مدينة كالابار في نيجيريا، والتي استمرت بين عامي 1955 و1956. كانت الكنيسة منفصلة عن المجتمع البهائي الرسمي، لكنها طبقت تعاليم البهائية، مع مشاركة جميع الرجال الكاميرونيين العاملين في مزرعة نخيل كبيرة واحدة تقريبًا. تأسست الكنيسة وازدهرت، ثم انهارت تمامًا دون أن تُعرَف أو تُعترف بها من قبل البهائيين أو المجتمع البهائي الدولي، إلى أن حاول أحد المؤسسين لاحقًا إعادة الكتاب. فيما بعد، انضم كلا القائدين إلى الدين رسميًا وساهما في تأسيس أول محفل روحاني محلي في كالابار عام 1957، وخدما في مواقع أخرى.
نُشرت سيرة ذاتية في عام 1984 تناولت تأثيره في الكاميرون وخارجها. أول شخص اعتنق البهائية في الكاميرون تحمّل الضرب والإيذاء ليبقى ثابتًا في خياره. أما أول امرأة أصبحت بهائية في الكاميرون، فقد تأثرت بأولينغا رغم أنها كانت مسيحية نشطة من قبل – وقد اعتنقت الدين مع زوجها، وكانا من أوائل من انتقلوا إلى توغو ثم إلى غانا. كما انتقل بهائي آخر من قبيلة باميليكي إلى الكاميرون الفرنسية آنذاك للمساعدة في نشر الدين هناك. وتبين لاحقًا أن أحد أوائل المتأثرين بالدين لم يعتنق البهائية في البداية، ولكن زوجته أصبحت أول بهائية في نيجيريا. ووجد الباحث أيضًا أن التركيز لم يكن على اجتثاث التقاليد الثقافية لدى الشعوب، بل على تعزيز الوعي بالدين والعلم، دون ربط المعرفة بالطبقات الاجتماعية. كما وُجّهت إلى أولينغا اتهامات بالتورط في مؤامرات سياسية، لكنه بُرّئ منها. وقد حُكم على شخصيته بأنها كانت دائمًا مخلصة ولم يُنظر إليه بازدراء.

## الخدمة العالمية والسفر
في فبراير 1957، وفي غضون أربع سنوات، سافر أولينغا لأداء الحج البهائي لمدة 10 أيام. وبعد ذلك مباشرة تمكن من زيارة أوغندا لحضور وضع حجر الأساس لأول بيت عبادة بهائي في إفريقيا. في أكتوبر 1957، عين شوقي أفندي أولينغا كيد لأمر الله عن عمر يناهز 31 عامًا. وكان أولينغا هو الأفريقي الوحيد الذي تم تسميته كـ يد في سبيل الله. في نوفمبر، انتشرت أخبار وفاة شوقي أفندي ولم يتمكن أولينغا من حضور الجنازة في لندن. ومع ذلك، كان أولينغا حاضرًا في أول مؤتمر لليد في بهجي في 18 نوفمبر 1957 لمراجعة الوضع والطريقة التي يمكن أن تقود إلى انتخاب بيت العدالة العالمي. غطت مجلة إيبوني مؤتمرًا في أوغندا في يناير 1958، حضره أولينغا وزوجته وظهرا في صورة على الصفحة 129. ومع ذلك، لم يبقى أولينغا في أوغندا - بل عاد إلى حيفا حيث خدم في المركز البهائي العالمي حتى عام 1963، حيث ترأس أولينغا الجلسة الافتتاحية لأول مؤتمر بهائي عالمي في 1963 الذي أعلن عن انتخاب بيت العدالة العالمي لأول مرة. ثم عاد إلى العيش في شرق إفريقيا واكتشف أنه انفصل عن زوجته يونيكا. وتفرقا وتطلقا؛ انتقل إلى نيروبي مع زوجته الثانية إليزابيث وجميع أولاده وواصل السفر على نطاق واسع. بعد وفاة رفيق يد في سبيل الله موسی بنانی، اشترى أولينغا منزله في كمبالا. كانت رحلاته اللاحقة بعد عام 1968 واسعة النطاق، بما في ذلك جولة في غرب إفريقيا العليا في 1969 وفي وقت لاحق من نفس العام، أمريكا الجنوبية، أمريكا الوسطى، مرورا بالولايات المتحدة، ثم جزر سليمان، واليابان. في عام 1977، مثل أولينغا بيت العدالة العالمي في المؤتمر الدولي الذي عقد في البرازيل ثم حضر آخر في مدينة ميريدا بالمكسيك.
كتب زميله في الدين ديزي جيلسبى أغنية باسم أولينغا؛ وكانت هي العنوان الرئيسي لألبوم ميلت جاكسون، الذي أنتجه كريد تايلور، تم تسجيله في 1974 وأعيد إصداره في 1988 وقام جودي رافات بتغطيتها في ألبومها التكريمي لجيلسبى في 1999. تم إصدار أولينغا أيضًا كأغنية من قبل ماري لو ويليامز في 1995.

## العودة إلى أوغندا
في سبتمبر 1977، تم حل المؤسسات الإدارية للدين في أوغندا من قبل الحكومة إلى جانب أكثر من عشرين مجموعة أخرى. سرعان ما اندلعت حرب الأوغندية التنزانية في عام 1978 وتم الإطاحة بالرئيس عيدي أمين في أوائل عام 1979. عاد أولينغا إلى أوغندا لحماية المجتمع قدر الإمكان.
كان البلد في فترة من العنف في الشوارع منذ عام 1978. في مارس 1979 تم سرقة منزل أولينغا على الرغم من أن المعبد لم يتعرض لأي أذى، وكان هناك حادث مشبوه حيث تم الاصطدام بسيارة أولينغا ودفعها إلى أسفل تل بواسطة مركبة نقل الجنود، حيث تم سرقته وتركه ميتًا، واختفى ابن أولينغا جورج  لمدة أسبوع على يد جنود أمين. وصلته تهديدات بالقتل ربما بسبب مكانته من مسقط رأسه. في هذه الأثناء، بعد هروب الرئيس أمين في أبريل، بدأ الدين في إعادة التنظيم. بعد ليلة من القصف على المنطقة عندما قضى أولينغا الليلة في الصلاة في المعبد وخرج هو والمعبد دون أضرار، بدأ التنظيم بينما كان منزله يتعرض للنهب عند عودته. كان أول شيء هو إعادة فتح بيت العبادة البهائي مرة أخرى، وبدأت عملية إعادة تشكيل الجمعية الوطنية في أغسطس. ترأس أولينغا أول اجتماع تنظيمي لها.

### القتل
شهد الجيران وصبي خادم الحديقة بشكل رئيسي من خلال سماع أحداث إعدام عائلة أولينغا. كان يوم الأحد، 16 سبتمبر 1979، هو عيد ميلاد إحدى بنات أولينغا، وكان مخططًا أن يكون يوم لم الشمل العائلي؛ بعضهم لم يتمكن من الوصول في الوقت المحدد. بعد الساعة 8 مساءً بتوقيت أوغندا، دخل خمسة جنود منزل أولينغا. بينما كان أحدهم يراقب عند بوابة المنزل، قام الآخرون بقتل أولينغا وزوجته وثلاثة من أطفالهما. كانت هناك آثار دماء من المطبخ إلى الجزء الخلفي من المنزل. كان أحد الأطفال قد أصيب وتم تضميده بشكل غير دقيق قبل أن تُنفذ الإعدامات. تم قتل إينوخ نفسه في الفناء حيث سمعه آخرون وهو يبكي، بعد أن ربما شاهد عائلته الميتة في نفس المنزل الذي انضم فيه إلى الدين. تم نقل الخبر في البداية من خادم الحديقة إلى عضو في الإدارة الوطنية للبهائيين، ثم إلى رائدة بهائية تبلغ من العمر 79 عامًا، كلير غونغ، التي اتصلت دوليًا. في النهاية وصل الخبر إلى بيت العدالة العالمي، وهو رأس الدين، أثناء جلسته في 17 من سبتمبر. تم دفن جميع القتلى في المقبرة البهائية في أرض بيت العبادة البهائي في أوغندا في 25 سبتمبر، بينما استمرت الحرب الأهلية والإرهاب. شارك في الجنازة مئات البهائيين الذين استطاعوا الوصول والعديد من أعضاء حكومة أوغندا.

## الاحتفالات
قرب فبراير 1985، قام أحد أبناء أولينغا الناجين، جورج أولينغا، برحلة عودة إلى أوغندا حيث ألقى هو وآخرون محاضرة في إحدى المدارس الابتدائية حول الدين ومؤسسات الدين. كما توفيت كلير غونغ في فبراير 1985.
- منذ عام 1996[32] قدمت مؤسسة أولينغا للتنمية البشرية تدريبًا في المدارس الابتدائية والثانوية الأساسية النائية في المنطقة الغربية من غانا.[33][34] في عام 2009، كانت حملة إضاءة القلوب (EHL) التابعة لمؤسسة أولينغا هي برنامج تعليمي يصل إلى أكثر من 400 مدرسة في المناطق الريفية في غانا. الهدفان الرئيسيان هما تحسين معدلات محو الأمية للأطفال الذين تتراوح أعمارهم بين 9 –15 عامًا من خلال تحسين التعليم في محو الأمية وزيادة قدرات المعلمين والأطفال من خلال التعليم الأخلاقي والتحول الشخصي. وكان البرنامج هو المتأهل النهائي في مسابقة رواد التغيير في التعليم في إفريقيا لعام 2009.[35]
- تم تأسيس جامعة عبر الإنترنت، كلية إينوخ أولينغا للدراسات الثقافية المتبادلة (ENOCIS) باسم أولينغا، سعيًا لتعزيز النهج العالمي لمشكلة الفقر.[36]
- تسعى أكاديمية أولينغا في أستراليا إلى تعزيز وتنفيذ التنمية الاجتماعية والاقتصادية في المجتمعات الريفية والأصلية، من خلال المشاريع والتدريب.[37]
- تم تصور فيلم وثائقي بعنوان إينوخ أولينغا في عام 1986، وبدأ في ديسمبر 1996 واكتمل في أبريل 2000 كفيديو من أربعة أجزاء مدته 144 دقيقة.[38] تم عرض هذا الفيلم في مهرجان داون بريكرز الدولي للأفلام.[بحاجة لمصدر]

## روابط خارجية
- مقتطفات من فيلم وثائقي بعنوان إينوخ أولينغا، بهائي يد في سبيل الله نسخة محفوظة 2013-04-19 at Archive.is
- إينوخ أولينغا، يد في سبيل الله، والد الانتصارات بواسطة ن. ريتشارد فرانسيس
- مقتطفات من حياة المؤمنين الأوائل والمعاصرين حول تعليم الدين البهائي: إينوخ أولينغا، يد في سبيل الله، والد الانتصارات. المدرس: ن. ريتشارد فرانسيس
- فيديو لأداء أغنية أولينجا بواسطة ميلت جاكسون على يوتيوب